# Nacerdes priapus
Nacerdes priapus es una especie de coleóptero de la familia Oedemeridae.

## Distribución geográfica
Habita en Tailandia.